# ۲۶ ارابه‌ران
۲۶ ارابه‌ران یک ستاره است که در صورت فلکی ارابه‌ران قرار دارد.